# Catedral de São Paulo (Saint Paul)
A Catedral de São Paulo (inglês: Cathedral of Saint Paul) é uma catedral católica localizada na cidade de Saint Paul, Minnesota, nos Estados Unidos. É a co-Catedral da Arquidiocese de Saint Paul e Minneapolis, junto com a Basílica de Santa Maria, em Minneapolis. 
É dedicada ao Apóstolo Paulo, que é também o homônimo da Cidade de St. Paul. O atual edifício foi inaugurado em 1915, como a quarta catedral da arquidiocese a ostentar este nome. Em 25 de março de 2009, foi designado como o Santuário Nacional do Apóstolo Paulo pela Conferência dos Bispos Católicos dos Estados Unidos e pelo Vaticano.

## Galeria

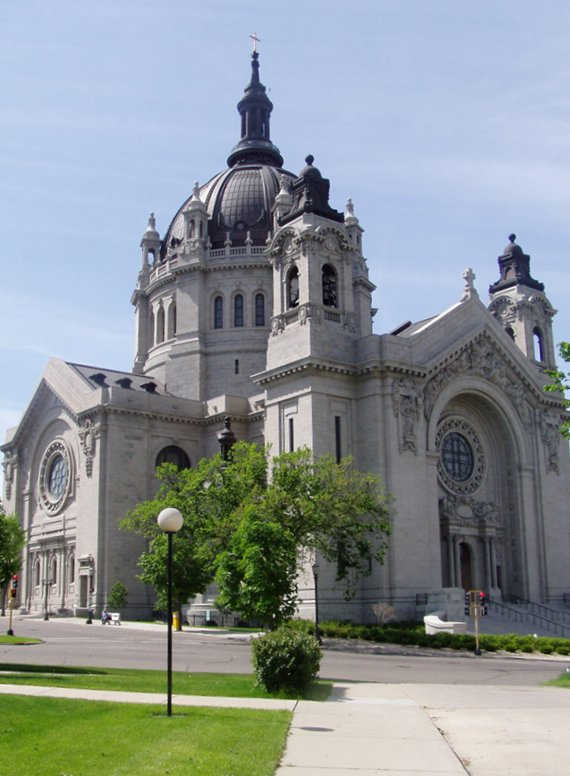
Vista da Catedral
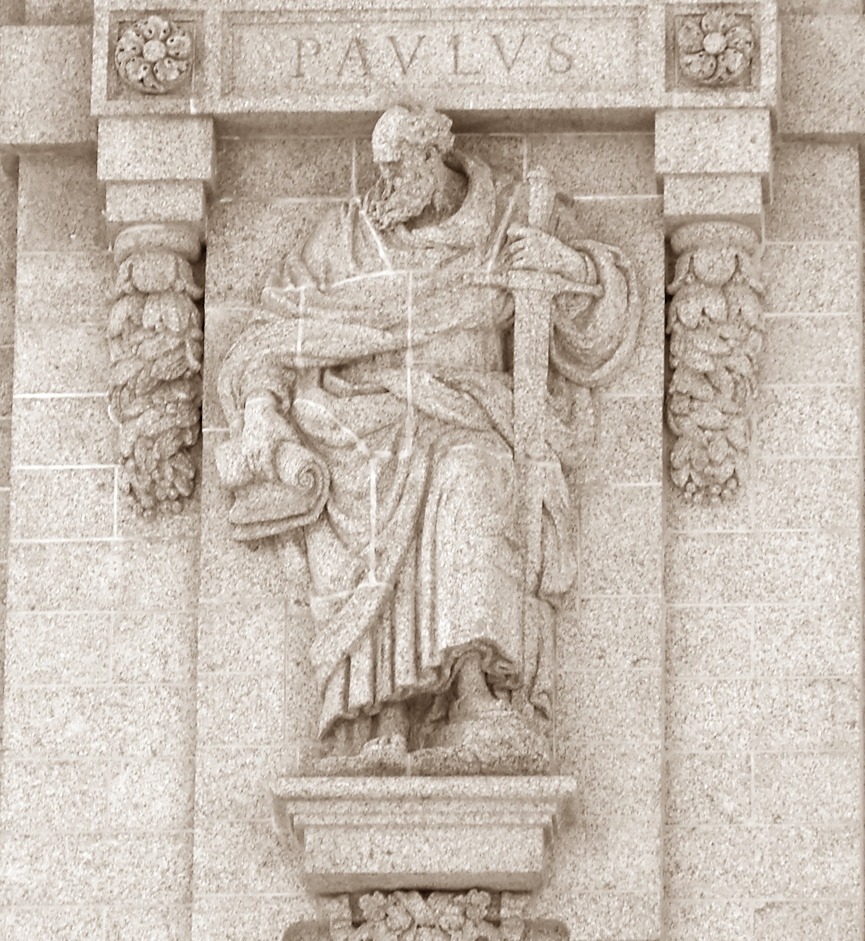
Estátua de São Paulo
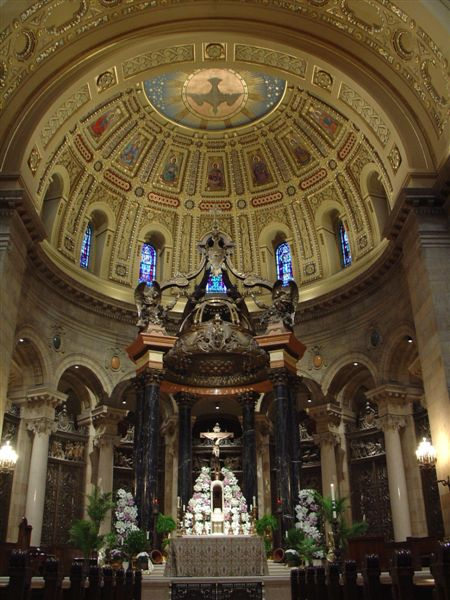
Vista do altar-mor sob a cúpula
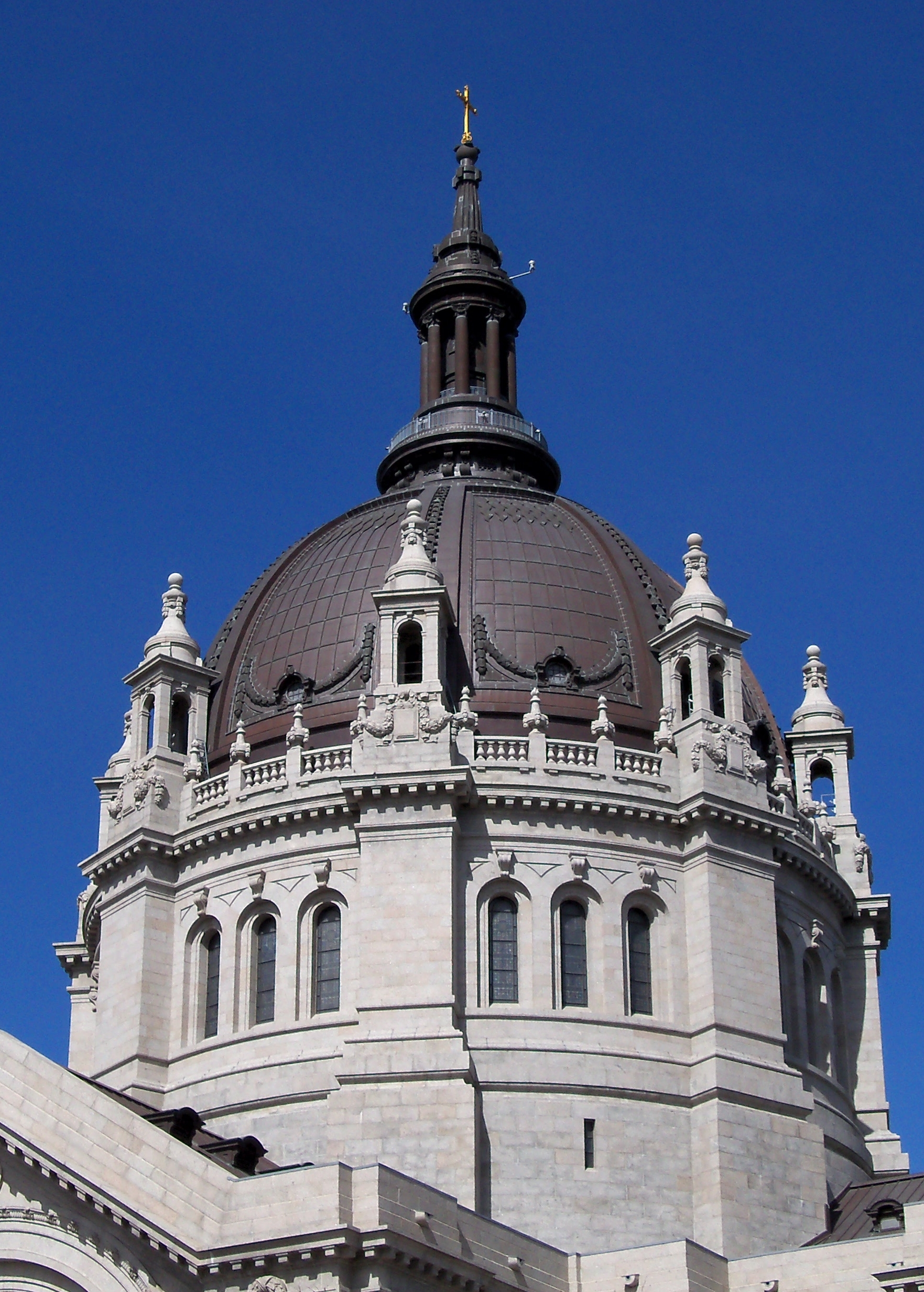
Vista da cúpula
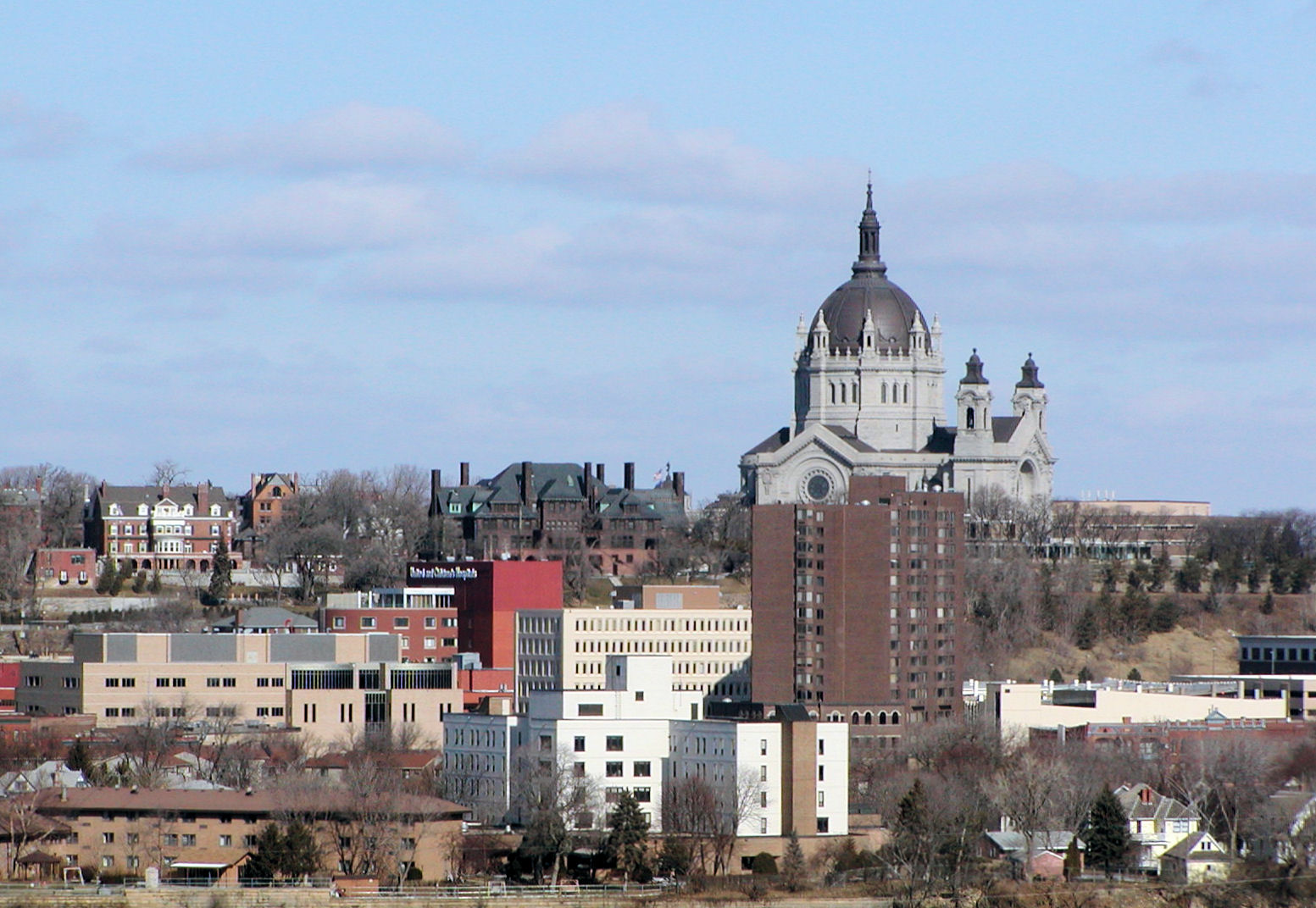
Panorama ao redor da catedral